# Gryon hakonense
Gryon hakonense är en stekelart som först beskrevs av William Harris Ashmead 1904.  Gryon hakonense ingår i släktet Gryon och familjen Scelionidae. Inga underarter finns listade i Catalogue of Life.